# 奥布霍沃
奥布霍沃（羅馬化：Obukhovo）是俄罗斯莫斯科州的市级镇，属州辖市诺金斯克市（博戈罗茨克城市区），地处莫斯科州东北部，在区行政中心诺金斯克西偏南、州府莫斯科东偏北方，北临奥卡河支流克利亚济马河。M7公路（伏尔加公路）从镇南部穿过。
该地2021年人口有9,771人；2010年人口9,630；2002年人口10,746；1989年人口11,359。